# Triángulo negro

Un triángulo negro

Dentro de las categorías de clasificación de los prisioneros en campos de concentración de la Alemania nazi, el triángulo negro invertido (▼) tiene que ver con dos conceptos: Gemeinschaftsfremde y Arbeitsscheu, que significan "ajeno a la comunidad" y "vago, que no le gusta o no quiere trabajar". No se concebía que una persona sana tuviera estas conductas por ello se incluía en la categoría a personas y colectivos con características patologizadas en la época desde el conocimiento médico y las ideologías imperantes. Hoy en día se podría vincular esta categorización con el concepto de capacitismo. Las personas con discapacidad y neurodivergencia, con  trastorno mental, prostitutas, sin hogar, mendigos, vagabundos, alcohólicos, conductas sexuales y afectivas e incluso ciertas ideologías, contrarias al orden nacionalsocialista, se consideraba que debilitaban o estaban en contra de jerarquías, costumbres sociales, familia tradicional, trabajo, etc. Fueron, por tanto, clasificadas como "enfermedades" con una perspectiva biologicista extrema y se les aplicaron políticas de eugenesia. Era una de las diversas insignias en forma de triángulo invertido usadas en los campos de concentración para marcar a las diferentes categorías de prisioneros. El triángulo negro estaba reservado a todos los que eran considerados antisociales como discapacitados, enfermos mentales, vagabundos, algunos anarquistas y algunas mujeres que se consideraba que eran una amenaza para los valores de la familia nazi, como prostitutas. El origen es a menudo interpretado de forma errónea como un pubis femenino. Algunos grupos proderechos de las personas con discapacidad han adoptado el símbolo del triángulo negro invertido (▼) en sus campañas. La llamada "Lista del Triángulo Negro" fue creada para hacer seguimiento de las muertes relacionadas con los recortes al estado de bienestar. El triángulo negro invertido también ha sido adoptado como símbolo de orgullo y solidaridad para feministas y lesbianas.[cita requerida] No fue, sin embargo, uno de los colectivos más significativos, perseguidos o con mayor número de víctimas dentro de esta categoría de la codificación.

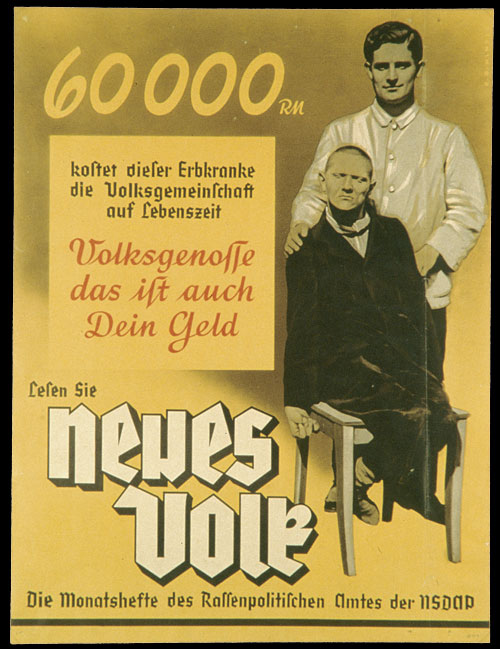
"60000 marcos del Reich. Esto es lo que le cuestan estos tarados a la comunidad de por vida. Ciudadano, ese es tu dinero." Lee Neues Volk (Un Nuevo Pueblo), la revista mensual de la Oficina de Política Racial del NSDAP.